# گولمایو
گولمایو (به اسپانیایی: Golmayo) یکی از دهستان های اسپانیا است که در استان سریا واقع شده است.

## خصوصیات
گولمایو ۱۹۰ کیلومترمربع مساحت و ۱٬۸۱۵ نفر جمعیت دارد.